# Gwiazdy polskiej muzyki lat 80. (album Kobranocki)
Gwiazdy polskiej muzyki lat 80. – album kompilacyjny zespołu Kobranocka wydany w 2007 roku jako dodatek do gazety. Zawiera 14 przebojów z lat 80. Płyta pochodzi z kolekcji Dziennika i jest dziesiątą częścią cyklu „Gwiazdy polskiej muzyki lat 80.”.

## Spis utworów
źródło:
1. „Kocham cię jak Irlandię” – 4:52
2. „I nikomu nie wolno się z tego śmiać” – 3:14
3. „Trzymaj ręce przy Irence” – 2:11
4. „Ela, czemu się nie wcielasz?” – 2:58
5. „Los carabinieros” – 2:02
6. „Kwiaty na żywopłocie” – 5:04
7. „Biedna pani” – 3:01
8. „Zazgrzytam zębami” – 3:30
9. „Kombinat” – 2:27
10. „Póki to nie zabronione” – 2:36
11. „I chociaż was olewam” 3:33
12. „Ballada dla samobójców” – 3:25
13. „Dałaś mi w brzuch tortowym nożem” – 2:27
14. „Współczucie dla diabła” – 5:16